# Indian Naval Air Arm

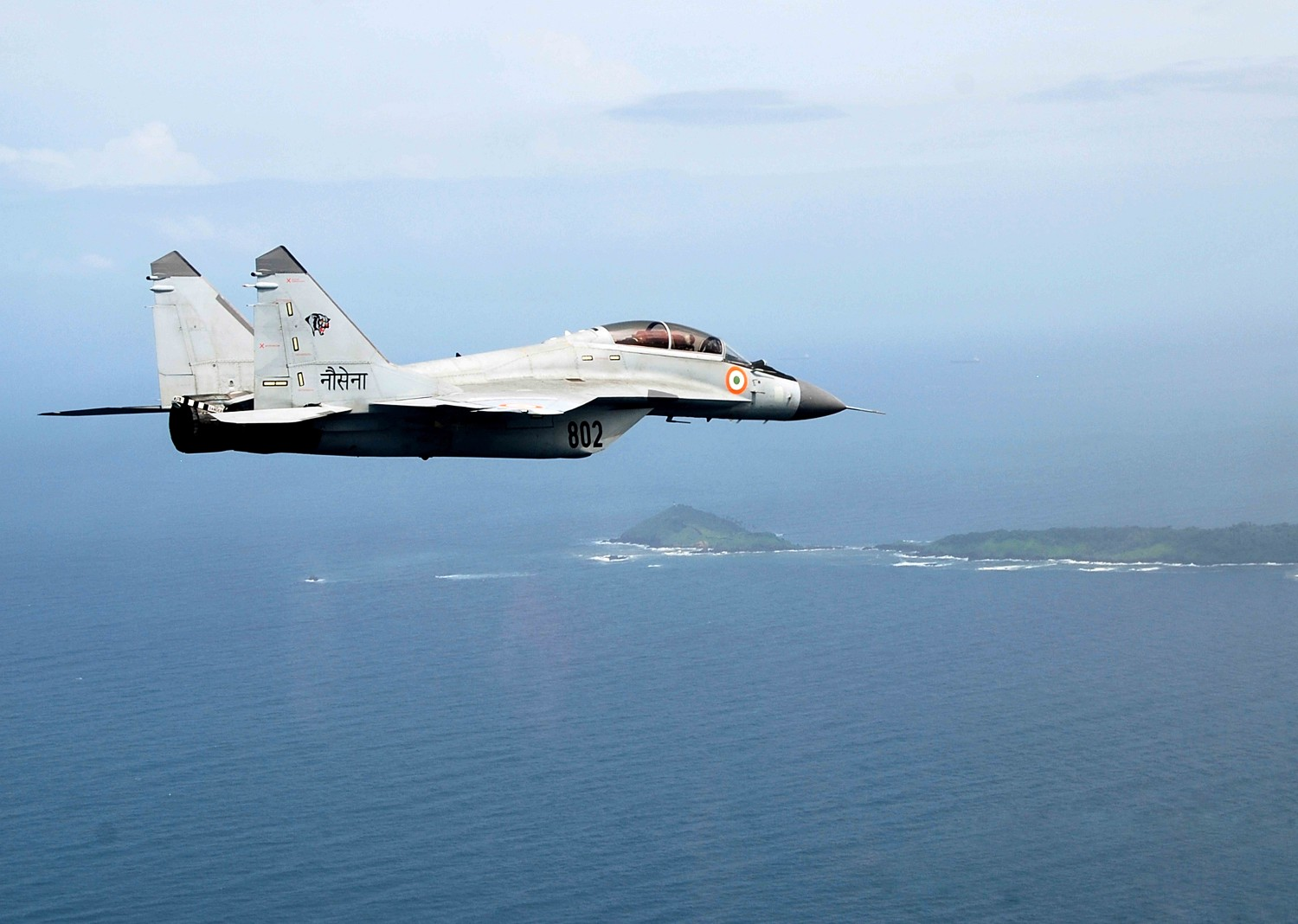
Un MiG-29K della Bhāratīya Nāu Senā in volo sulle isole indiane.

L'Indian Naval Air Arm è la componente aerea della Bhāratīya Nāu Senā, la marina militare dell'India. Essa ha il compito di fornire una capacità di attacco basato su portaerei, difesa aerea della flotta, ricognizione marittima e guerra antisommergibile.

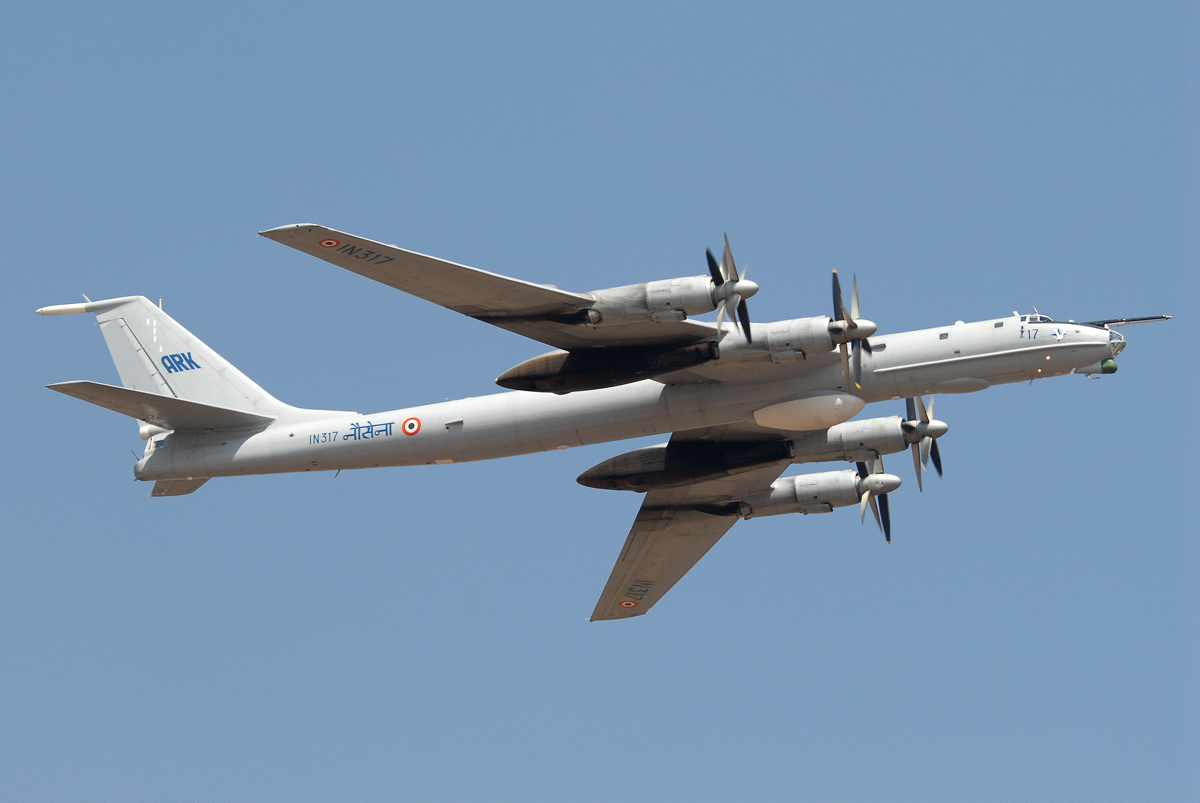
Un Tupolev Tu-142 della Bhāratīya Nāu Senā.

## Storia

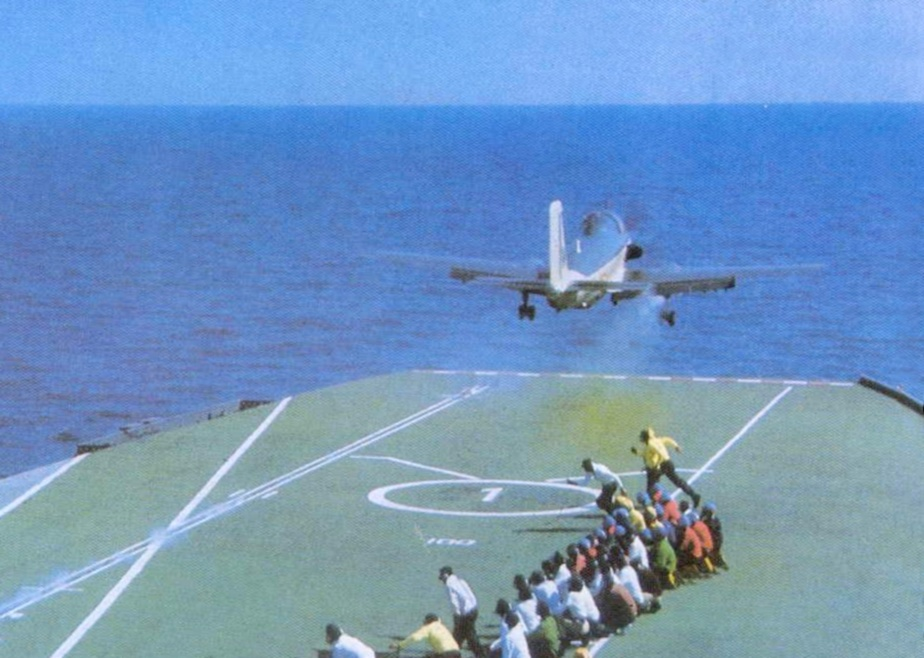
La portaerei lancia un Alizè durante la Guerra indo-pakistana del 1971.

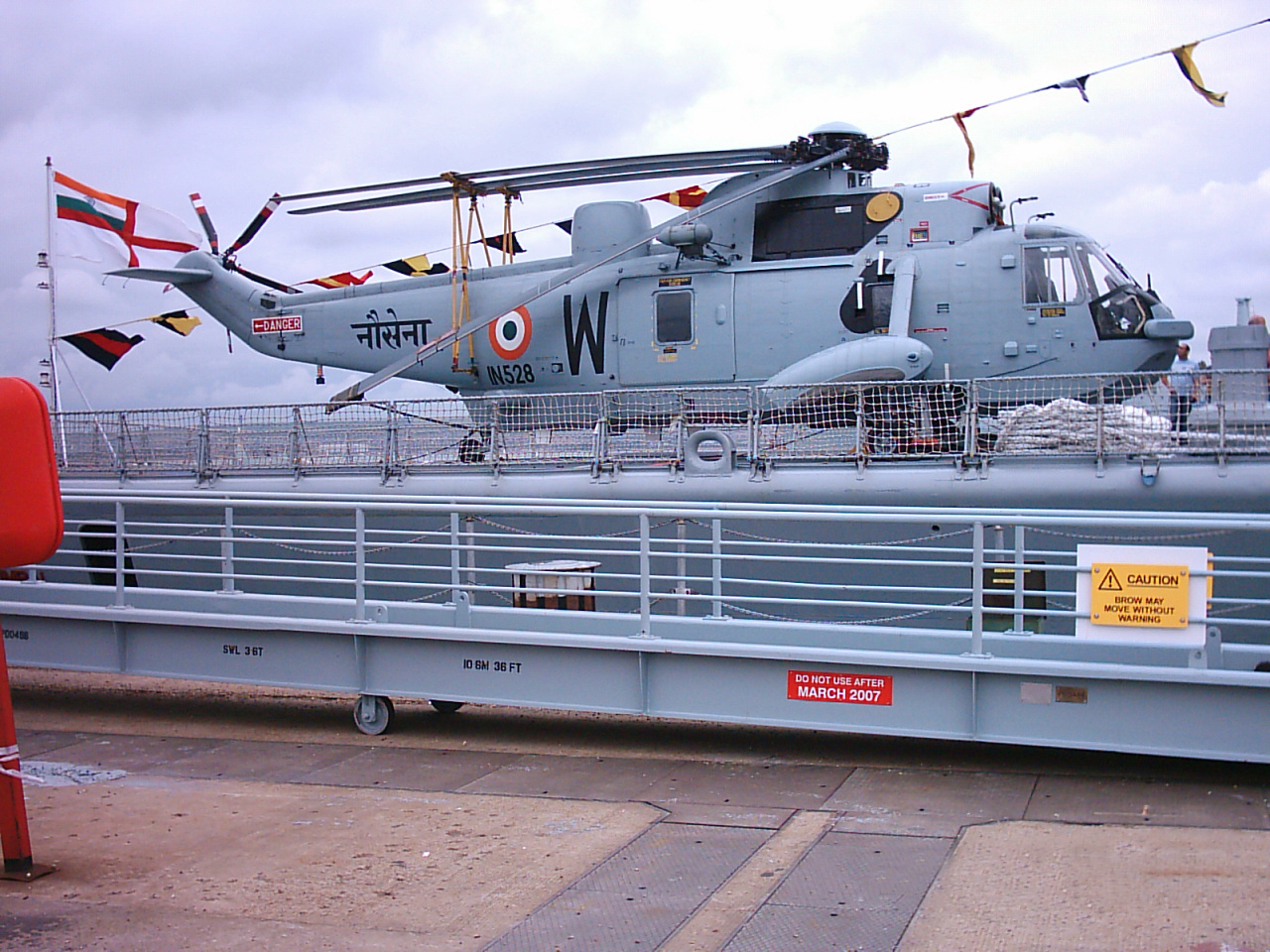
Un Sea King assegnato al cacciatorpediniere.

La prima stazione aeronavale, la INS Garuda, fu inaugurata a Cochin l'11 maggio 1953. Essa fu formata di pari passo insieme al No.550 Squadron, utilizzando velivoli Short Sealand e Fairey Firefly. Il 1960 vide l'attivazione del No.300 Squadron Tigri Bianche, che si basava sugli aerei appena presi in carico Hawker Sea Hawk. L'anno successivo (1961), la INS Vikrant (già HMS Hercules) fu acquisita dalla Marina indiana. L'air wing iniziale della Vikrant era composto da cacciabombardiere britannici Hawker Sea Hawk e da aerei antisommergibili francesi Alize. Il 18 maggio 1961 il primo jet atterrò a bordo, pilotato dal tenente (più tardi Ammiraglio) RH Tahiliani. Quell'anno, lo Squadron No.310 Cobra (costituito da velivoli Alize) fu attivato. Dopo aver giocato un ruolo importante in diversi importanti azioni militari indiane, in particolare la liberazione di Goa e la guerra tra India e Pakistan del 1971, fu dismessa nel gennaio 1997 e trasformata in una nave museo.
Nel 1976, l'Indian Air Force consegnò dei Super Constellation allo Squadron No.312 Albatross Squadron di Dabolim, a Goa. Essendo dei velivoli abbastanza vecchio già allora, questi furono ritirati dal servizio attivo nel 1983. Per sostituirli nel ruolo pattugliamento marittimo, furono acquisiti degli aerei sovietici Ilyushin Il-38. Infatti lo Squadron nº 315 Stalloni Alati fu attivato nel 1977 e dotato di questi. Nel dicembre 1961, la INS Vikrant partecipò all'"Operazione Vijay", per la liberazione di Goa dal Portogallo. Il suo ruolo fu principalmente quello di scoraggiare l'intervento navale straniero durante le 40 ore della lunga azione militare. Essa svolse un ruolo importante nel riuscito blocco navale del Pakistan orientale. Di stanza al largo delle Isole Andamane e Nicobare scortata dalla fregata classe Leopard INS Brahmaputra, così come INS Beas, la Vikrant ripiegò verso Chittagong allo scoppio delle ostilità. La mattina del 4 dicembre 1971, gli otto aerei Sea Hawk basati sulla Vikrant sferrarono un attacco aereo su Cox's Bazar da 120 km di distanza. Quella sera, il gruppo aereo ha colpì il porto di Chittagong; altri attacchi colpirono Kulna e Mongla. Gli attacchi aerei partiti dalla Vikrant continuarono fino al 10 dicembre 1971. Un'informazione dell'intelligence navale che portò alla luce l'intenzione della marina militare pakistana di rompere il blocco navale indiano utilizzando navi mercantili camuffate, ma i Sea Hawks della Vikrant colpirono la spedizione a Chittagong e nel porto Cox's Bazar, affondando o danneggiando lì la maggior parte delle navi mercantili.
In quel periodo gli elicotteri da addestramento Hughes 269 erano già in servizio per la formazione dei piloti di elicottero.
Il Museo dell'Aviazione Navale situato si trova Bogmalo, a 6 km dal Vasco da Gama, a Goa, dove è in mostra la storia dell'aviazione navale.

## Aeromobili in uso

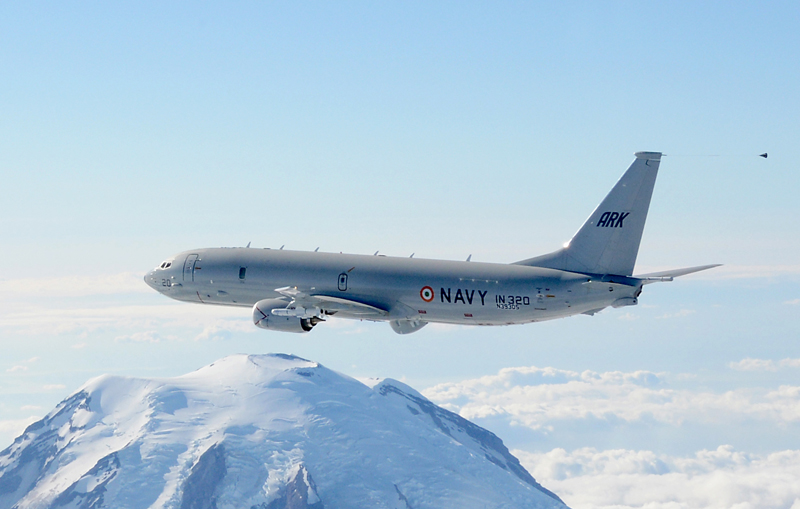
Un Boeing P-8 Poseidon dell'Indian Navy in volo.

Sezione aggiornata annualmente in base al World Air Force di Flightglobal del corrente anno. Tale dossier non contempla UAV, aerei da trasporto VIP ed eventuali incidenti accorsi durante l'anno della sua pubblicazione. Modifiche giornaliere o mensili che potrebbero portare a discordanze nel tipo di modelli in servizio e nel loro numero rispetto a WAF, vengono apportate in base a siti specializzati, periodici mensili e bimestrali. Tali modifiche vengono apportate onde rendere quanto più aggiornata la tabella.
| Aeromobile                        | Origine        | Tipo                                   | Versione (denominazione locale)      | In servizio (2024) | Note | Immagine |
| Aerei da combattimento            |                |                                        |                                      |                    | |          |
| Mikoyan-Gurevich MiG-29 Fulcrum   | Russia         | cacciabombardiereconversione operativa | MiG-29K Fulcrum-DMiG-29KUB Fulcrum-D | 309                | 45 aerei (33 MiG-29K + 12 MiG-29KUB) ordinati in due lotti nel 2004 e nel 2010 con 23 motori di ricambio. 40 esemplari in servizio a ottobre 2022, in quanto un monoposto MiG-29K è stato perso il 3 gennaio 2018, un biposto MiG-29KUB è precipitato il 16 novembre 2019 ed un ulteriore monoposto il 23 febbraio 2020. Poi un MiG-29KUB è stato perso a novembre 2020. Un quinto MiG-29K monoposto è stato perso in un incidente sul Mare Arabico il 12 ottobre 2022. |          |
| Dassault Rafale                   | Francia        | cacciabombardiereconversione operativa | Rafale MRafale B                     | 0                  | 26 Rafale (22 Rafale M imbarcati e 4 Rafale B terrestri da conversione operativa da utilizzare a terra) annunciato il 13 luglio 2023, con trattative concluse a fine febbraio 2025 e ordine ufficializzato il 28 aprile dello stesso anno. |          |
| Aerei da pattugliamento marittimo |                |                                        |                                      |                    | |          |
| Boeing P-8 Poseidon               | Stati Uniti    | ASW                                    | P-8I Neptune                         | 12                 | 9 consegnati tra il 2013 ed il 2015. Un'opzione per ulteriori 4 esemplari (che porta il totale a 12) è stata esercita dal ministero della difesa il 14 luglio 2015. Gli esemplari indiani, rispetto a quelli dell'US Navy, hanno un diverso ricevitore di anomalie magnetiche (MAD) in coda e il nuovo radar APS-143C(V)3. A giugno 2019 il Ministero della Difesa indiano ha approvato l'acquisto di ulteriori 10 aerei. |          |
| Britten-Norman BN-2 Islander      | Regno Unito    | aereo da pattugliamento marittimo      | BN-2 MPA                             | 4                  | |          |
| Dornier Do 228                    | Germania       | aereo da pattugliamento marittimo      | Do 228 MPA                           | 29                 | Uno dei 23 esemplari in servizio a tutto il dicembre 2021, è stato donato per un periodo di due anni all'Aeronautica militare dello Sri Lanka. |          |
| Airbus C-295MSA                   | Unione europea | aereo da pattugliamento marittimo      | C-295MSA                             | 0                  | 15 C-295MSA da pattugliamento marittimo e sorveglianza ordinati a febbraio 2024. |          |
| Aeromobili a pilotaggio remoto    |                |                                        |                                      |                    | |          |
| Elbit Hermes 900                  | Israele        | aeromobile a pilotaggio remoto         | Hermes 900                           | 0                  | 2 Hermes 900 ordinati a novembre 2023. |          |
| IAI Searcher                      | Israele        | UAV                                    | Searcher Mk II                       | 18                 | |          |
| IAI Heron                         | Israele        | UAV                                    | Heron I                              | 5                  | 5 Heron I in servizio al febbraio 2021. |          |
| General Atomics MQ-9 SeaGuardian  | Stati Uniti    | UAV                                    | MQ-9B                                | 2                  | 2 MQ-9B SeaGuardian presi in leasing annuale a novembre 2020. Ulteriori 15 MQ-9B SeaGuardian ordinati il 15 ottobre 2024. |          |
| Aerei da addestramento            |                |                                        |                                      |                    | |          |
| BAe Hawk                          | Regno Unito    | aereo da addestramento                 | Hawk Mk.132                          | 17                 | 17 Hawk Mk. 132 ordinati nel 2010, i primi due dei quali sono stati consegnati a settembre 2013. |          |
| HAL HJT-16 Kiran II               | India          | aereo da addestramento                 | HJT-16 Kiran II                      | 20                 | |          |
| Pipistrel SW 80 Garud             | Slovenia       | aereo ultraleggero da addestramento    | SW 80 Garud                          | 12                 | 12 Virus SW 80 Garud ordinati ad ottobre 2015 e tutti consegnati al settembre 2019. |          |
| Elicotteri                        |                |                                        |                                      |                    | |          |
| Sikorsky MH-60 Seahawk            | Stati Uniti    | ASW                                    | MH-60R                               | 6                  | Il 19 febbraio 2020 il comitato di sicurezza dell'India ha approvato l'acquisto della licenza di 24 MH-60R per l'Indian Navy. I primi due MH-60R su 24 ordinati sono stati formalmente presi in carico negli Stati Uniti a luglio 2021. |          |
| HAL Dhruv                         | India          | elicottero utilitySAR                  | Dhruv ALHDhruv Mk. III               | 24                 | Ulteriori 16 Dhruv Mk.III ordinati ed in consegna entro settembre 2021. I primi 3 Dhruv Mk. III sono stati consegnati ad aprile 2021. Ulteriori 3 Dhruv Mk. III sono stati consegnati il 7 giugno 2021. |          |
| Westland Sea King                 | Regno Unito    | ASWelicottero da trasporto truppe      | Sea King Mk. 42BSea King Mk. 42C     | 25                 | 6 Sea King Mk.42 ordinati nel 1969, con consegna dei primi due esemplari avvenuta il 3 novembre 1970 a Yeovil, e completamento della consegna entro il 1971. Ulteriori 3 MK.42 consegnati nel luglio del 1972, seguiti da altri 3 ordinati nel maggio del 1973 e consegnati entro la fine del 1974. Un nuovo lotto di 3 Mk.42A fu ordinato nel luglio del 1978 e consegnato a partire dal novembre 1979. Ulteriori 18 Mk.42B migliorati nelle apparecchiature di bordo, furono ordinati nel 1983 insieme a 6 Mk.42C da elisbarco, con consegne dei primi a partire dal maggio 1985 e dei secondi dal settembre del 1986. A questi, seguirono ulteriori 8 Mk.42B ASW ordinati e consegnati in seguito. |          |
| Kamov Ka-28 Helix                 | Russia         | ASW                                    | Ka-28 Helix-A                        | 14                 | 14 Ka-28 Helix-A in servizio al maggio 2018 che saranno sottoposti ad un programma di aggiornamento. |          |
| Kamov Ka-31 Helix                 | Russia         | AEW                                    | Ka-31 Helix-B                        | 14                 | 14 esemplari consegnati in tre lotti ( 4 nel 1999, 5 nel 2001 e 5 nel 2009) sottoposti ad un programma di aggiornamento e revisione. |          |
| Hal Chetak                        | Francia        | elicottero utility                     | SA-316 Chetak                        | 42                 | 80 esemplari consegnati. 51 esemplari in servizio al settembre 2019. Ulteriori 8 Chetak ordinati ad agosto 2017 e da consegnare entro agosto 2020, con i primi due entro agosto 2019. |          |
| Hal Cheetah                       | Francia        | elicottero utility                     | SA-315                               | 15                 | |          |

## Aeromobili ritirati
- Sikorsky UH-3H Sea King - 6 esemplari (2009-2024)[53][54]
- Ilyushin Il-38SD Sea Dragon - 7 esemplari (1977-2023)[55][56]
- Kamov Ka-25 Hormone - 7 esemplari (1980-2009)[57]
- Tupolev Tu-142ME Bear-F - 8 esemplari (1988-2017)[58][59]
- BAe Sea Harrier FRS Mk.51 - 24 esemplari (1983-2016)[60][61][62]
- BAe Harrier TMk.60 - 6 esemplari (1984-2016)[61][62]
- Hawker Sea Hawk - (1960-1983)
- Breguet Br 1050 Alizé - 14 esemplari (1961-1991)[63]
- Lockheed L-1049 Super Constellation - (1976-1983)